# Alcis vialis
Alcis vialis là một loài bướm đêm trong họ Geometridae.